# كريم عناب
كريم عناب (مواليد 1 أبريل 1987) سباح أردني. ولد في اربد. شارك في سباق 50 متر سباحة حرة في الألعاب الأولمبية الصيفية 2012 في لندن.

## وصلات خارجية
- كريم عناب على موقع الاتحاد الدولي للسباحة (الإنجليزية)
- كريم عناب على موقع أوليمبيديا (الإنجليزية)